# Hloraloza
Hloraloza (takođe poznata kao a-hloraloza) je avicid i rodenticid koji se koristi za ubijanje miševa na temperaturama ispod 15 °C. Takođe se široko koristi u neuronauci i veterinarskoj medicini kao anestetik i sedativ. Bilo sam ili u kombinaciji, na primer sa uretanom, koristi se za dugotrajnu, ali laganu anesteziju.
Hemijski, to je hlorovani acetalni derivat glukoze. Naveden je u Aneksu I Direktive 67/548/EEC sa klasifikacijom Štetan (Xn)
Hloraloza deluje slično barbituratu na sinaptički prenos u mozgu, uključujući moćne efekte na inhibitorne receptore γ-aminobuterne kiseline tipa A (GABAAR). Strukturni izomer hloraloze, β-hloraloza (koji se u starijoj literaturi naziva i parahloraloza), je neaktivan kao GABAAR modulator i kao opšti anestetik.
Hloraloza se često zloupotrebljava zbog svojih avicidnih svojstava. U Ujedinjenom Kraljevstvu, zaštićene ptice grabljivice su ubijene pomoću te hemikalije. Legalna upotreba za kontrolu ptica takođe često uzrokuje smrtnost grabljivica od sekundarnog trovanja, kao i primarno trovanje neciljanih vrsta koje jedu mamac, na primer, goluba kereru na Novom Zelandu.

## Osobine
Hloraloza je organsko jedinjenje, koje sadrži 8 atoma ugljenika i ima molekulsku masu od 309,528 .
| Osobina                  | Vrednost |
| ------------------------ | -------- |
| Broj akceptora vodonika  | 6        |
| Broj donora vodonika     | 3        |
| Broj rotacionih veza     | 3        |
| Particioni koeficijent ( | -0,1     |
| Rastvorljivost (logS, log(mol/L))       | -1,9     |
| Polarna površina (PSA, Å2)  | 88,4     |

## Literatura
- Clayden, Jonathan; Greeves, Nick; Warren, Stuart; Wothers, Peter (2001). Organic Chemistry (I изд.). Oxford University Press. ISBN 978-0-19-850346-0.
- Smith, Michael B.; March, Jerry (2007). Advanced Organic Chemistry: Reactions, Mechanisms, and Structure (6th изд.). New York: Wiley-Interscience. ISBN 0-471-72091-7.
- Katritzky A.R.; Pozharskii A.F. (2000). Handbook of Heterocyclic Chemistry (Second изд.). Academic Press. ISBN 0080429882.